# Borneoclytus borneanus
Borneoclytus borneanus är en skalbaggsart som beskrevs av Dauber 2006. Borneoclytus borneanus ingår i släktet Borneoclytus och familjen långhorningar. Inga underarter finns listade.